# Деканосидзе, Тамара Ивановна
Тамара Ивановна Деканосидзе (груз. თამარ ივანოვნა დეკანოსიძე; 1922—2008) — советский и грузинский учёный в области патологической анатомии, доктор медицинских наук (1964), профессор (1966), член-корреспондент АН Грузинской ССР (1983). Заслуженный деятель науки Грузинской ССР (1976). Почётный гражданин Тбилиси (2002).

## Биография
Родилась 3 ноября 1922 года в посёлке Харагаули, ЗСФСР.
С 1938 по 1943 год обучалась на медицинском факультете Тбилисского государственного медицинского института. 
С 1943 года на педагогической и научно-исследовательской работе в Тбилисском государственном медицинском институте: с 1943 по 1969 год — аспирант, ассистент, доцент и профессор кафедры патологической анатомии, с 1969 по 1973 год — заведующая кафедрой гистологии и эмбриологии, с 1973 по 1996 год — заведующая кафедрой патологической анатомии.
Одновременно с педагогической с 1943 по 1990 год занималась и практической работой в качестве врача-патологоанатома в органах прокуратуры Грузинской ССР и одновременно с этим с 1980 по 2000 год в патологоанатомическом отделении Министерства здравоохранения Грузии. С 1989 года являлась членом специальной Правительственной комиссии Грузинской ССР. С 1990 по 1991 год  избиралась депутатом Верховного Совета Грузинской ССР.
Умерла 23 июля 2008 г. в возрасте 85 лет после затяжной болезни. Похоронена в Пантеоне Дидубе г. Тбилиси.

### Научно-педагогическая деятельность и вклад в науку
Основная научно-педагогическая деятельность Т. И. Деканосидзе была связана с вопросами в области патологической анатомии, гистологии и эмбриологии, занималась исследованиями в области молекулярной биологии и биофизики. Т. И. Деканосидзе являлась членом редакционной коллегии научного журнала «Архив патологии» и Грузинской советской энциклопедии. Т. И. Деканосидзе являлась с 1984 по 1999 год — председателем Грузинского научного общества патологоанатомов и членом Международной ассоциации геронтологии и гериатрии.
В 1955 году защитила кандидатскую диссертацию по теме: «Структурные и некоторые функциональные изменения нервной системы в онтогенезе у собак», в 1964 году защитила докторскую диссертацию на соискание учёной степени доктор медицинских наук по теме: «К вопросу о структурной основе приспособительно-компенсаторных процессов». В 1964 году ей было присвоено учёное звание профессор. В 1973 году она была избрана действительным членом Академии медицинских наук Грузинской ССР, а в 1983 году —  член-корреспондент АН Грузинской ССР. Т. И. Деканосидзе было написано более двухсот пятидесяти научных работ, в том числе шести монографий, под её руководством были защищены сто восемьдесят семь кандидатских и семьдесят две докторские диссертации. В 1962 году за монографию «Привыкание и процесс компенсации морфофункциональных основ» была присуждена премия имени И. Р. Тархнишвили АН Грузинской ССР, а в 1976 году за вклад в науку — Заслуженный деятель науки Грузинской ССР.

## Основные труды
- Структурные и некоторые функциональные изменения нервной системы в онтогенезе у собак / Акад. мед. наук СССР. - Тбилиси : Грузмедгиз, 1955. - 29 с.
- О структурных изменениях периферических нервных приборов в онтогенезе. - Тбилиси : Грузмедгиз, 1956. - 64 с.
- Материалы к изучению структурных основ приспособительно-компенсаторных процессов / Акад. наук Груз. ССР. - Тбилиси : Изд-во Акад. наук Груз. ССР, 1964. - 85 с.
- К вопросу о структурной основе приспособительно-компенсаторных процессов / Тбилис. гос. мед. ин-т. - Тбилиси: 1964. - 78 с.
- Краткий очерк развития патологической анатомии в Советской Грузии / В. К. Жгенти, И. Я. Татишвили, Т. И. Деканосидзе ; Груз. науч. о-во патологоанатомов. - Тбилиси : Сабчота Сакартвело, 1967. - 34 с[3]

## Награды, звания
- Орден Чести (1997)[4]
- Орден Чести (1995)[4]
- Орден Трудового Красного Знамени (1981)
- Орден «Знак Почёта» (1962)
- Заслуженный деятель науки Грузинской ССР (1976)
- Премия И. Р. Тархнишвили АН Грузинской ССР (1962 — за монографию «Привыкание и процесс компенсации морфофункциональных основ»)[2]
- Почётный гражданин Тбилиси (2002)[5]